# Терета, Валерия Сергеевна
Валерия Сергеевна Терета (укр. Терета Валерія Сергіївна; род. 9 сентября 2000) — украинская гребчиха на каноэ, чемпион III Европейских игр, бронзовый призёр чемпионата мира 2024 года, серебряный призёр чемпионата Европы 2024 года.

## Карьера
В 2022 году Терета стала двукратной бронзовой призеркой чемпионата Европы среди юниоров в Белграде.
На III Европейских играх в Кракове, а соревнования были совмещены с чемпионатом Европы, в двойках на 500 метров вместе с Людмилой Лузан завоевала золотую медаль. Вместе с Лузан прошла квалификацию на летние Олимпийские игры 2024 года в ходе чемпионата мира по гребле на байдарках и каноэ в 2023 году в Дуйсбурге. Тем не менее, была заменена на серебряную призерку Игр 2020 года Анастасию Рыбачок.
На чемпионате Европы 2024 года в Сегеде, на дистанции 5000 метров в каноэ-одиночках завоевала серебряную медаль.
В Самарканде, на чемпионате мира 2024 года, который состоялся сразу же после Олимпийских игр, Терета в каноэ-одиночках на дистанции 5000 метров завоевала бронзовую медаль.